# Mirvaux
Mirvaux ist eine französische Gemeinde mit 120 Einwohnern (Stand 1. Januar 2022) im Département Somme in der Region Hauts-de-France. Sie gehört zum Arrondissement Amiens und zum Kanton Corbie.

## Bevölkerungsentwicklung

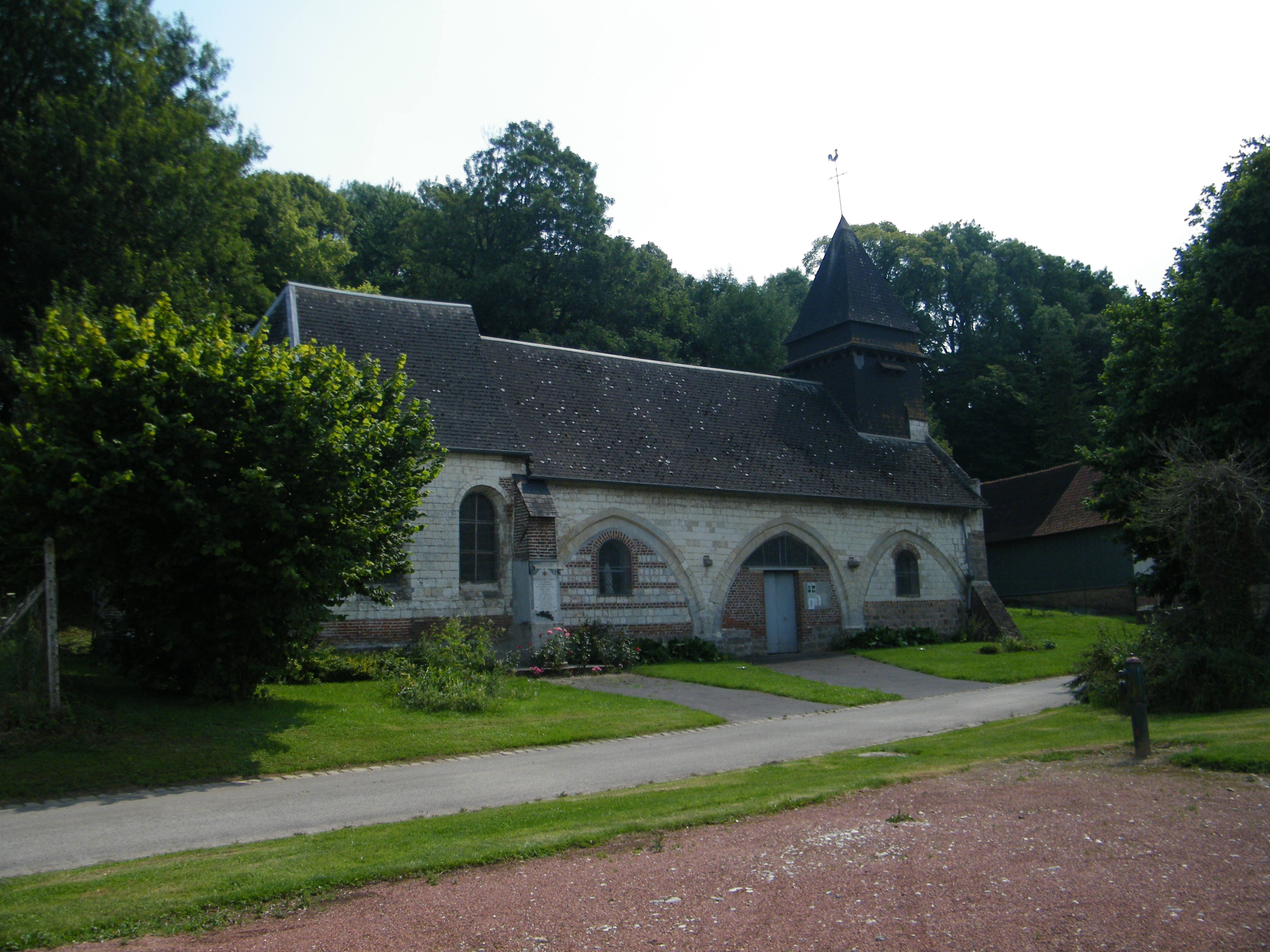
Kirche Saint-Jean-Baptiste

- 1962: 053
- 1968: 066
- 1975: 061
- 1982: 105
- 1990: 130
- 1999: 144